# ماسیمو باربولینی
ماسیمو باربولینی (انگلیسی: Massimo Barbolini) (زاده ۲۹ اوت ۱۹۶۴) مربی والیبال اهل ایتالیا است. ماسیمو در حال حاضر هدایت گالاتاسرای و تیم ملی والیبال زنان ترکیه را بر عهده دارد. باربولینی به دلیل مصدومیت شدید والیبال را در سن ۲۰ سالگی کنار گذاشت و در سال در سال ۱۹۸۹ به عنوان دستیار خولیو ولاسکو در باشگاه مودنا فعالیت حرفه‌ای خود را در مربی گری آغاز کرد. او پیش از این سرمربی تیم ملی والیبال زنان ایتالیا بود که توانست عملکر درخشانی داشته باشد و یک مدال طلا قهرمانی جهان، دو مدال قهرمانی ازوپا، چهار مدال نقره جایزه بزرگ جهان و سه مدال طلا جام جهانی را برای چکمه پوش‌ها به ارمغان آورد و در رده باشگاهی با پروجا و مارتا به پنج قهرمانی سری آ و دو قهرمانی لیگ قهرمانان اروپا برسد.